# Galanterikræmmer
Galanterikræmmer er en ældre betegnelse for en galanterihandler, en person der handler med galanterivarer eller galanterikram.
I det 17. og 18. århundredes
fransk blev ordet galanterie overført på de
gaver, der behagede kvinder. Til dem
regnedes især de mange småsager, der spillede en
rolle i kvinders liv, samt de redskaber, kvinderne benyttede til
deres håndarbejde. Specialister i disse varer
kaldtes i Danmark i 1600-tallet for
nürnbergere og hatstafferere. En nürnberger solgte '"nürnbergerkram". En hatstafferer fik hattene fra hattemagerne og gjorde dem færdige til brug.
Det var først efter
det nantiske edikts ophævelse 1685, at der
over hele Europa spredte sig fordrevne franske
familier, der søgte erhverv ved at udbrede
deres hjemlands forfinelser og blandt andet nedsatte sig
som galanterikræmmere. 1695 fik David Cortaud borgerskab i
København og ret til at handle som galanterikræmmer.
I privilegier, der blev udstedt for galanterikræmmere i begyndelsen af 1700-tallet, nævnes
tillige dele af klædedragter, lærreder i stykker osv.
Der blev dog solgt andet end varer specielt til kvinder (sammenstillet fra Nielsen 1884, s. 283):
Taft, fint og groft lærred, strømper af silke og uld samt adskillige uldenstoffer, papir og skrivematerialier, essenser af jasmin, pudder, pudderdåser, sæbebolte, snustobak, snustobaksdåser, lak, ungarsk vand, øregehæng, glasperler, kobberstykker, konfiturer, specerier, delikatesser, likører, stukkatur, sten- og billedhuggerarbejde "...med andre deslige Kuriositeter ...".
Inventaret af 1723 over galanterikræmmer Chilian Drubins
fallitbo
giver en fuldstændig liste over hans varebeholdning og viser, at feltet var blevet meget udvidet.
Den vægelsindede i Holbergs komedie er enke efter en
galanterikræmmer og bor i "aaben Bod".
| „ | "...Hovedpersonen i »Den Vægelsindede« var Enke efter en Galanterikræmmer, og det ses af Komedien, at der var mangfoldige af dem (3, 3). Naar Helene vil betegne, hvor hun bor (2, 3), siger hun, at hun sidder i en aaben Bod, og Pernille siger (2, 5): »Madammen kommer, jeg maa aabne Boden«. Galanterihandlerne har imidlertid ikke siddet i Boder paa Gaden, thi næsten alle Udbygninger var paa den Tid afskaffede. Formodenlig har det været en Forstue, hvoraf flere paa den Tid i Synsforretninger siges at benyttes som Bod, som man har benyttet, det vil med andre Ord sige en Stuebutik med Indgang lige fra Gaden, hvad man dengang ikke kjendte til, men som nu er det almindeligste; en aaben Bod er det samme som en aaben Butik og er en fransk Skik, der maaske først er hidført af disse Galanterihandlere. ..." | “ |
|   | — Oluf Nielsen: Kjøbenhavn paa Holbergs Tid, 1884, side 282 - Fra Eremit.dk |   |

Efter Det Kongelige Teaters tradition er en sådan bod et lille træhus på
gaden. Billeder af København fra den tid viser, at sådanne stod på Ulfeldts Plads.
Der fandtes også udsalg på Børsen og omkring i byen.
De navnkundigste galanterikræmmer var Claude Rosset på Købmagergade (privilegium af 1716) og hans
enke, "fr. Lovise", nævnt i Christian Falsters satirer og Holbergs Barselstuen.
Også Julius Meyer, der oprettede den danske afdeling af Odd Fellow Ordenen i 1878, var galanterihandler.